# هوارد هيلتون
هوارد هيلتون (بالإنجليزية: Howard Hilton)‏ هو لاعب كرة قاعدة أمريكي، ولد في 3 يناير 1964 في أوكسنارد في الولايات المتحدة، وتوفي في 12 يوليو 2011 في فينتورا في الولايات المتحدة.

## وصلات خارجية
- هوارد هيلتون على موقعبيزبول رفرنس.كوم (الدوري الرئيسي) (الإنجليزية)
- هوارد هيلتون على موقعبيزبول رفرنس.كوم (الدوري الثانوي) (الإنجليزية)
- هوارد هيلتون على موقع مشجعي الرسوم البيانية (الإنجليزية)